# Habranthus itaobinus
Habranthus itaobinus är en amaryllisväxtart som beskrevs av Pierfelice Ravenna. Habranthus itaobinus ingår i släktet Habranthus och familjen amaryllisväxter. Inga underarter finns listade i Catalogue of Life.